# Нюкебінг-Фальстер
Нюкебінг-Фальстер (дан. Nykøbing Falster) — місто у Данії на островах Фальстер і Лолланн, які пов'язані 295-метровим мостом, названим на честь Фредеріка IX (короля Данії).

## Транспорт
Через місто проходить Європейський маршрут Е55.
Місто розташоване на залізничній колії Редбі-Копенгаген. Існує також залізниця у напрямку міста Гедсер.

## Визначні місця

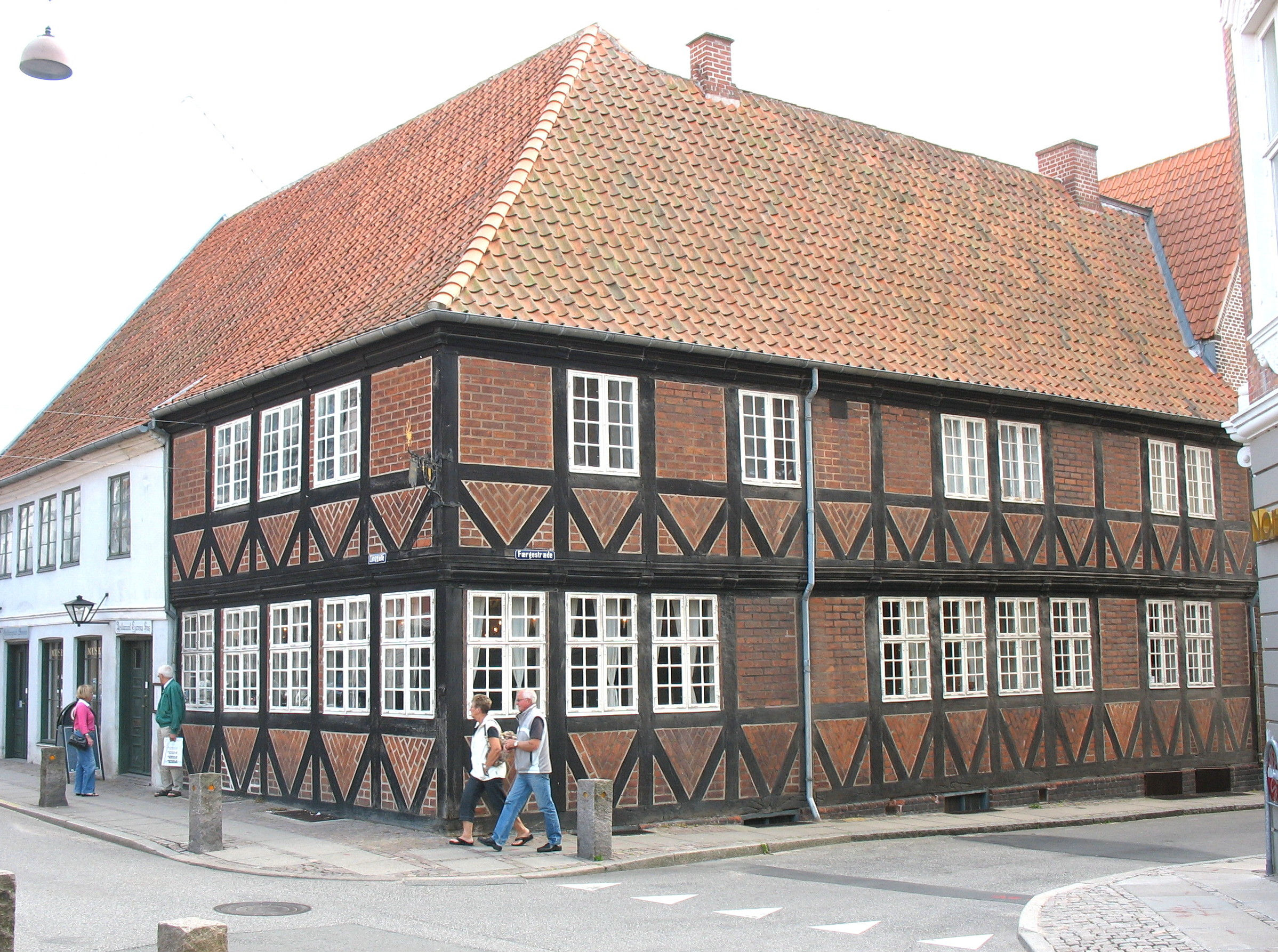
Царський дім (Czarens Hus), де проживав Петро Перший

- У місті є дім-музей, де 1716 року проживав Петро Перший. Його збудовано 1700 року у стилі фахверк.
- Клостеркіркен (Klosterkirken) готична церква, побудована 1419 року.
- Середньовічний центр (Middelaldercenter)  — музей середньовіччя просто неба.
- Замок з 15 століття. У його парку є зоопарк .